# Relaciones España-Maldivas
Las relaciones España-Maldivas son las relaciones bilaterales entre estos dos países. Maldivas no tiene una embajada en España pero su embajada en Londres, Reino Unido está acreditada para España. España no tiene embajada en Maldivas pero su embajada en Nueva Delhi, India está acreditada para Maldivas.

## Relaciones diplomáticas
España mantiene relaciones diplomáticas con Maldivas desde el 24 de agosto de 1979.

## Relaciones económicas
La Unión Europea (UE) es el mayor socio exportador de Maldivas. En 2005 sus exportaciones a la UE representaban el 22,7% del total, mientras que en 2011, supusieron un 52,4%, por un valor de 43,8 millones de euros.

## Cooperación
España no ha iniciado, por el momento, proyectos a nivel del Gobierno central en el campo de la cooperación al desarrollo en Maldivas. No hay implantada en el territorio maldivo una OTC que gestione la cooperación, ni tampoco agencias de cooperación regionales a nivel de comunidades autónomas.